# Stephen Ireland
Stephen Ireland (Cork, 22 augustus 1986) is een Iers voormalig betaald voetballer die doorgaans op het middenveld speelde.

## Clubcarrière
Ireland werd in 1994 opgenomen in de jeugdopleiding van Cobh Ramblers, die hij in 2001 verruilde voor die van Manchester City. Daarvoor maakte hij op 18 september 2005 zijn debuut in het eerste elftal, in een wedstrijd tegen Bolton Wanderers. In zijn eerste wedstrijd in de Premier League speelde hij tegen Everton en werd hij verkozen tot Man of the Match. De zes daaropvolgende wedstrijden begon Ireland in de basis. Op 26 december maakte hij zijn eerste doelpunt, wat die wedstrijd het winnende bleek.  Hij verruilde Aston Villa in januari 2014 voor Stoke City, dat hem daarvoor al een half jaar huurde.

## Statistieken
| Seizoen | Club               | Land     | Competitie     | Wed. | Doelp. |
| ------- | ------------------ | -------- | -------------- | ---- | ------ |
| 2005/06 | Manchester City    | Engeland | Premier League | 23   | 0      |
| 2006/07 | Manchester City    | Engeland | Premier League | 24   | 1      |
| 2007/08 | Manchester City    | Engeland | Premier League | 33   | 4      |
| 2008/09 | Manchester City    | Engeland | Premier League | 35   | 9      |
| 2009/10 | Manchester City    | Engeland | Premier League | 22   | 2      |
| 2010/11 | Aston Villa        | Engeland | Premier League | 10   | 0      |
| 2010/11 | → Newcastle United | Engeland | Premier League | 2    | 0      |
| 2011/12 | Aston Villa        | Engeland | Premier League | 24   | 1      |
| 2012/13 | Aston Villa        | Engeland | Premier League | 13   | 0      |
| 2013/14 | → Stoke City       | Engeland | Premier League | 13   | 2      |
| 2013/14 | Stoke City         | Engeland | Premier League | 12   | 0      |
| 2014/15 | Stoke City         | Engeland | Premier League | 17   | 0      |
| 2015/16 | Stoke City         | Engeland | Premier League | 13   | 0      |
| 2016/17 | Stoke City         | Engeland | Premier League | 0    | 0      |
| 2017/18 | Stoke City         | Engeland | Premier League | 4    | 0      |
| 2018/19 | Bolton Wanderers   | Engeland | Championship   | 0    | 0      |
| Totaal  | Totaal             | Totaal   | Totaal         | 245  | 19     |

## Interlandcarrière
Ireland speelde vanaf zijn veertiende voor Ierland onder 15, onder 16 en onder 17. Toen hij opgeroepen werd voor Ierland onder 18, kreeg hij onenigheid met coach Brian Kerr. Deze vertelde Ireland dat hij niet opgeroepen zou worden voor het Ierse nationale elftal zolang hij coach was. Nadat Kerr in januari 2006 werd vervangen door Steve Staunton, nam die Ireland voor zijn eerste wedstrijd tegen Zweden op in de selectie. Hij debuteerde die wedstrijd als invaller voor John O'Shea. Zijn eerste doelpunt voor Ierland scoorde Ireland op 7 oktober 2006, in een verloren wedstrijd tegen Cyprus. Op 7 februari 2007 scoorde hij in de blessuretijd tegen San Marino, waardoor Ierland met 2-1 won.